# Rhinogobius
Rhinogobius ist eine Knochenfischgattung aus der Familie Oxudercidae in der Ordnung der Grundelartigen. Sie ist in Ost und Südostasien weit verbreitet und kommt im russischen fernen Osten, in Japan, in Korea, China, Taiwan, auf den Philippinen, in Vietnam, Laos, Kambodscha und Thailand vor.

## Merkmale
Rhinogobius-Arten werden 3,5 bis 10 cm lang und haben eine typische Grundelgestalt mit einem langgestreckten, seitlich nicht abgeflachten Körper und einem bulligen, großmäuligen Kopf. Von anderen Grundelgattungen unterscheidet sich Rhinogobius durch die Kombination folgender Merkmale: Die erste Rückenflosse wird von 5 bis 7 Stachelstrahlen gestützt, die zweite hat einen Stachelstrahl und 6 bis 11 segmentierte Weichstrahlen, die Afterflosse hat einen Stachelstrahl und 5 bis 11 segmentierte Weichstrahlen. Wie bei den meisten Grundeln liegen die Bauchflossen brustständig unter den Brustflossen und sind zu einer trichterförmigen Saugscheibe zusammengewachsen. Die Bauchflossen haben einen Stachel und fünf Weichstrahlen. Die Membran, die zusammen mit den Bauchflossen die Saugscheibe bildet, liegt zwischen den innen gelegenen Weichstrahlen. Die Brustflossen werden von 14 bis 23 segmentierten Weichstrahlen gestützt. Der Körper ist zum größten Teil mit Kammschuppen bedeckt, Schnauze, Wangen und Kiemendeckel sind schuppenlos. Auf den Körperseiten zählt man 25 bis 44 Schuppen in einer Längsreihe und 7 bis 16 Schuppen in einer Querreihe. Die Wirbelsäule besteht aus zehn bis elf Rumpfwirbel und 15 bis 18 Schwanzwirbel, insgesamt sind es also 25 bis 29 Wirbel. Auf den „Wangen“ befinden sich in Längsreihen angeordnete sensorische Papillen, lediglich bei Rhinogobius similis sind die Papillen unterhalb der Augen in mehreren kurzen Querreihen angeordnet.

## Systematik
Die Gattung Rhinogobius wurde 1859 durch den US-amerikanischen Ichthyologen Theodore Nicholas Gill für eine einzelne Art (R. similis) eingeführt, war ursprünglich also monotypisch. Heute ist sie mit über 70 Arten die artenreichste Gattung von Süßwassergrundeln. Außerdem gibt es noch einige bisher unbeschriebene Arten.

## Arten

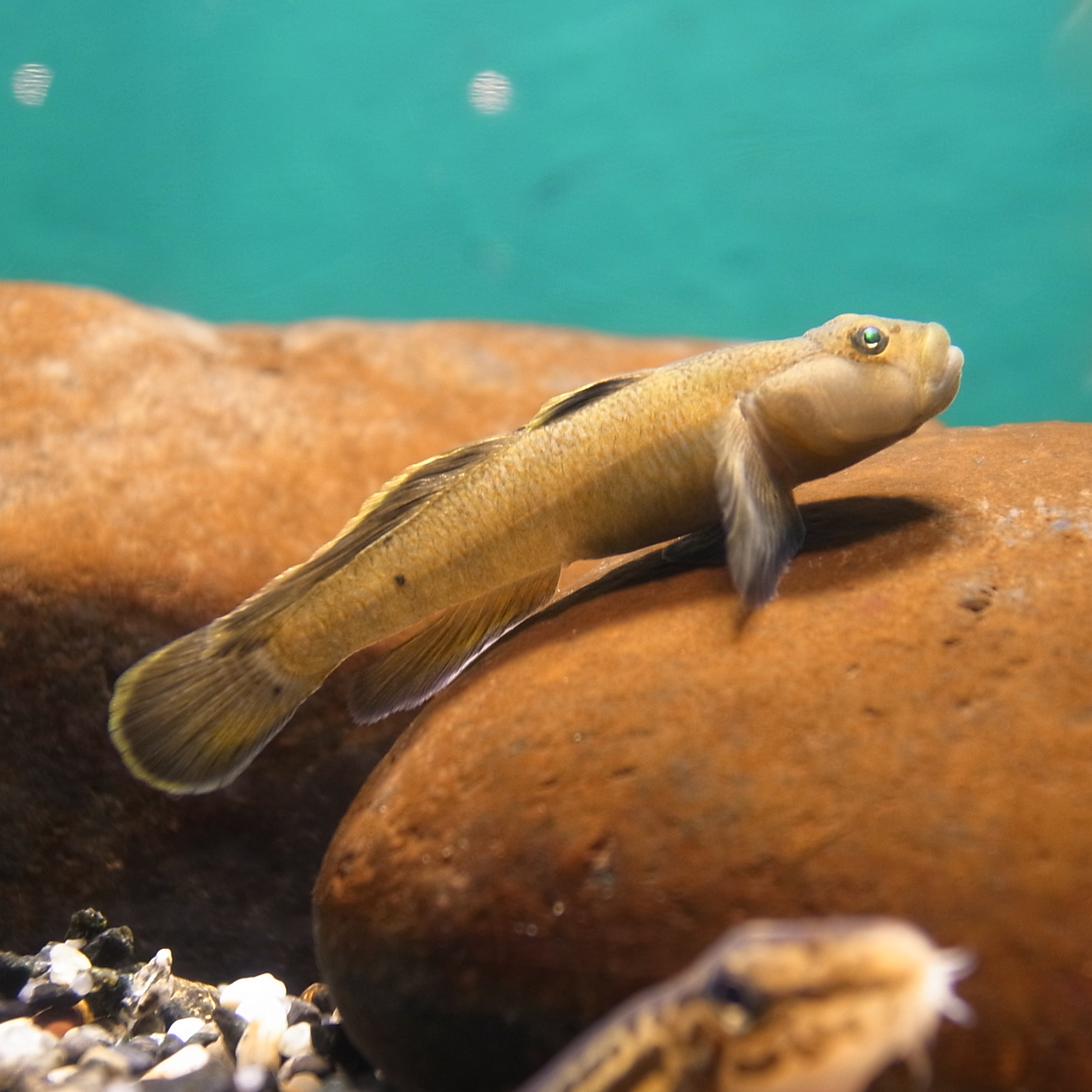
Rhinogobius biwaensis

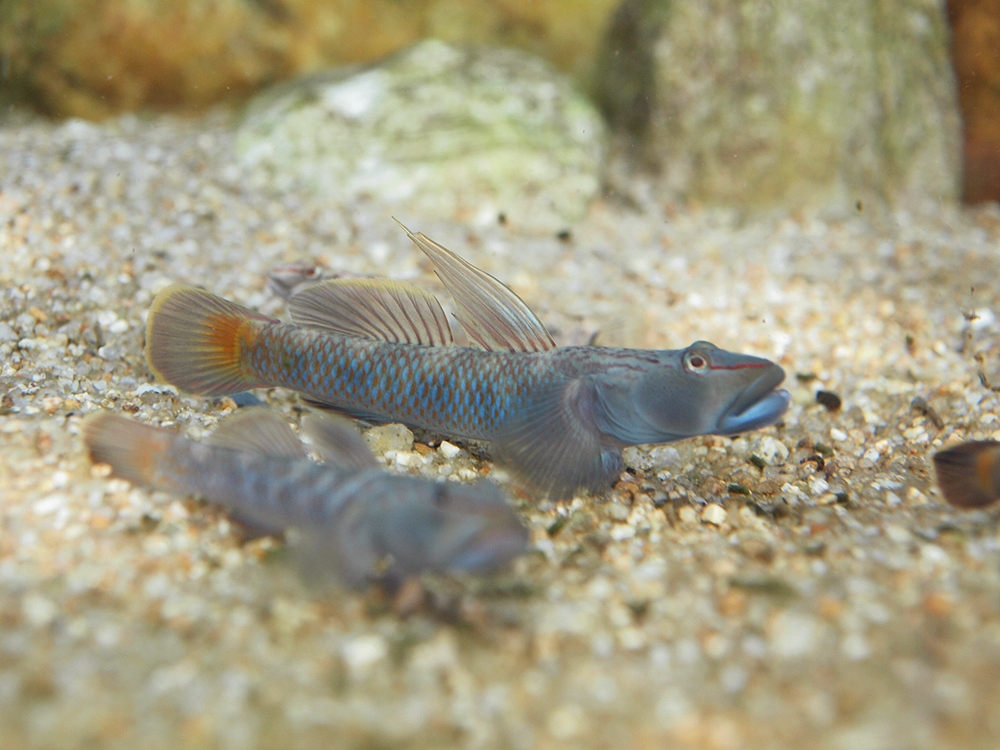
Rhinogobius brunneus

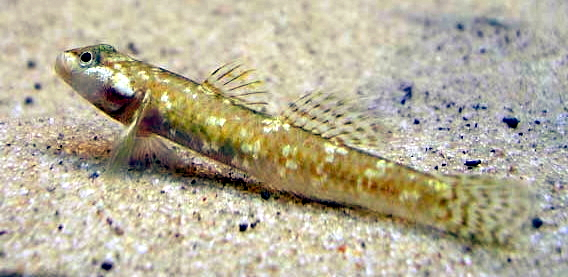
Rhinogobius duospilus

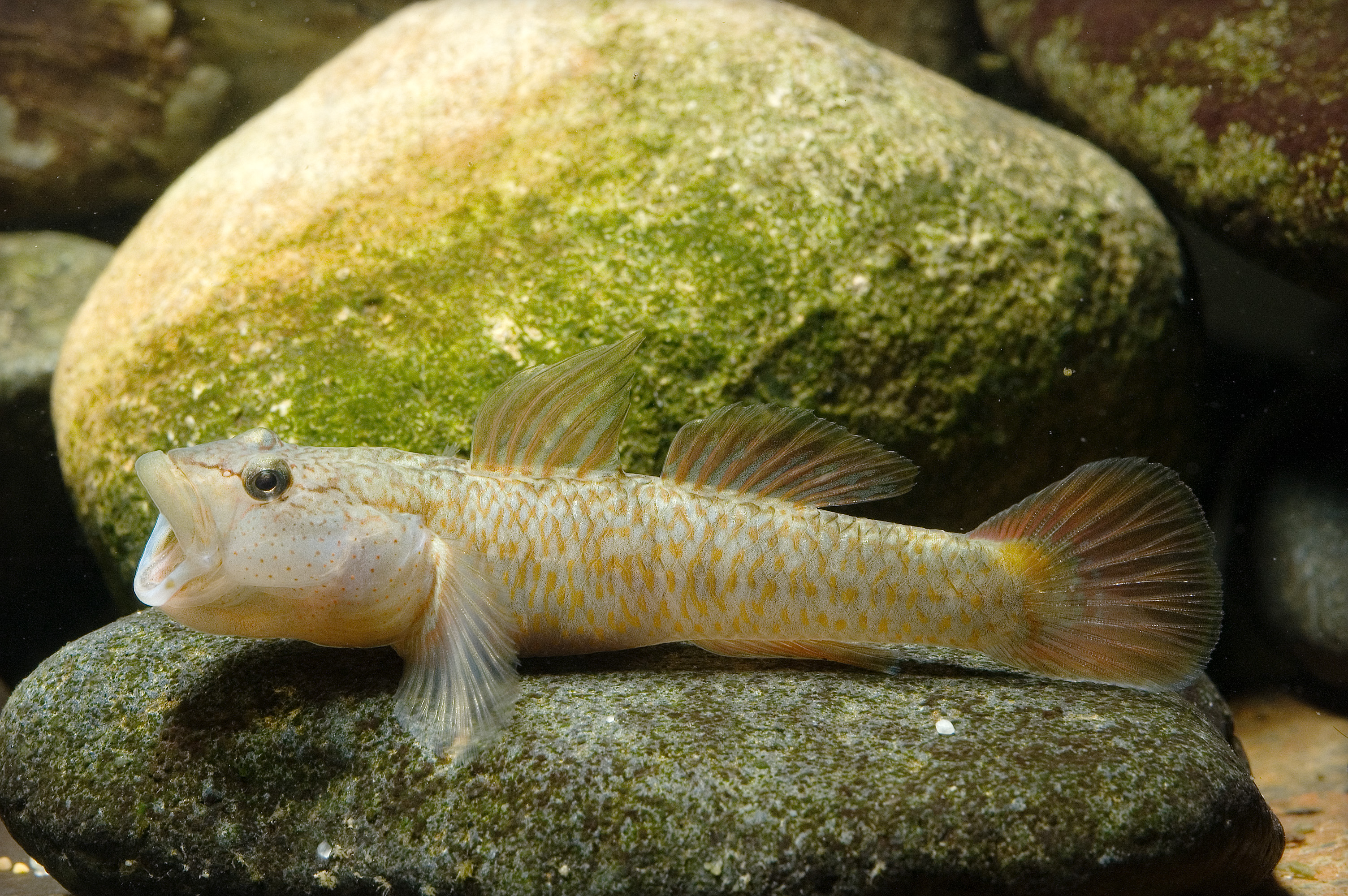
Rhinogobius flumineus

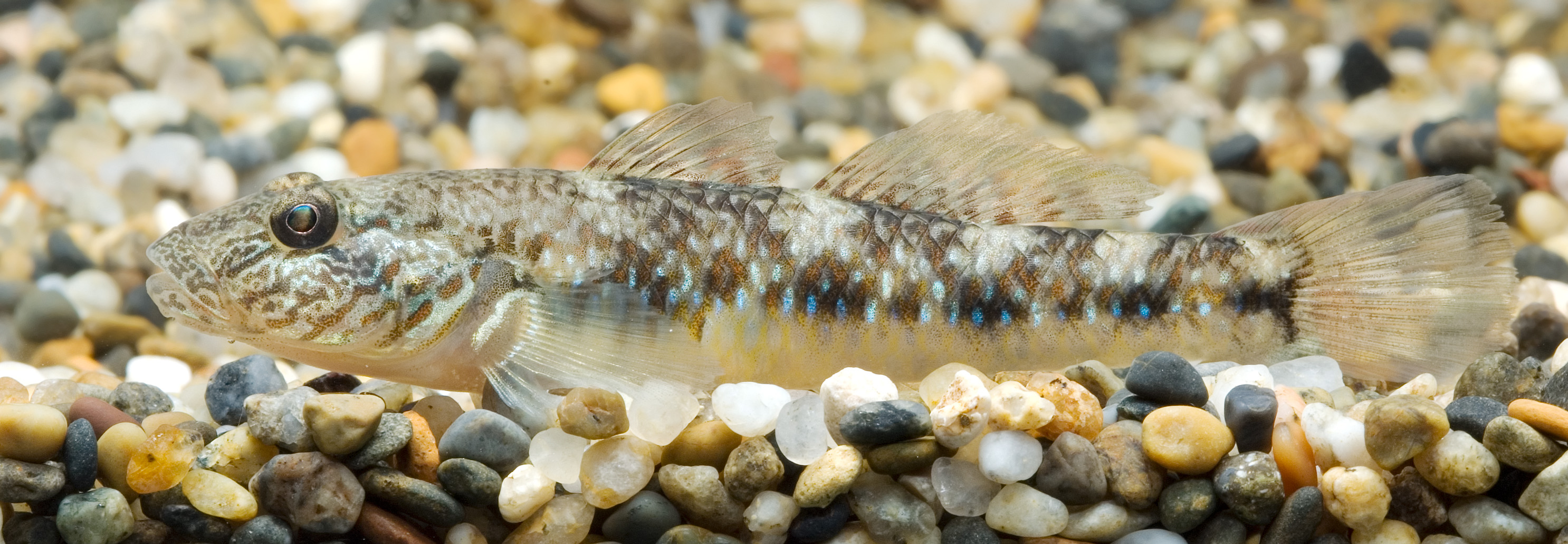
Rhinogobius giurinus

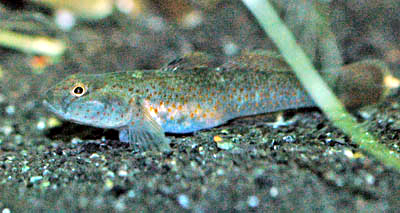
Rhinogobius rubromaculatus

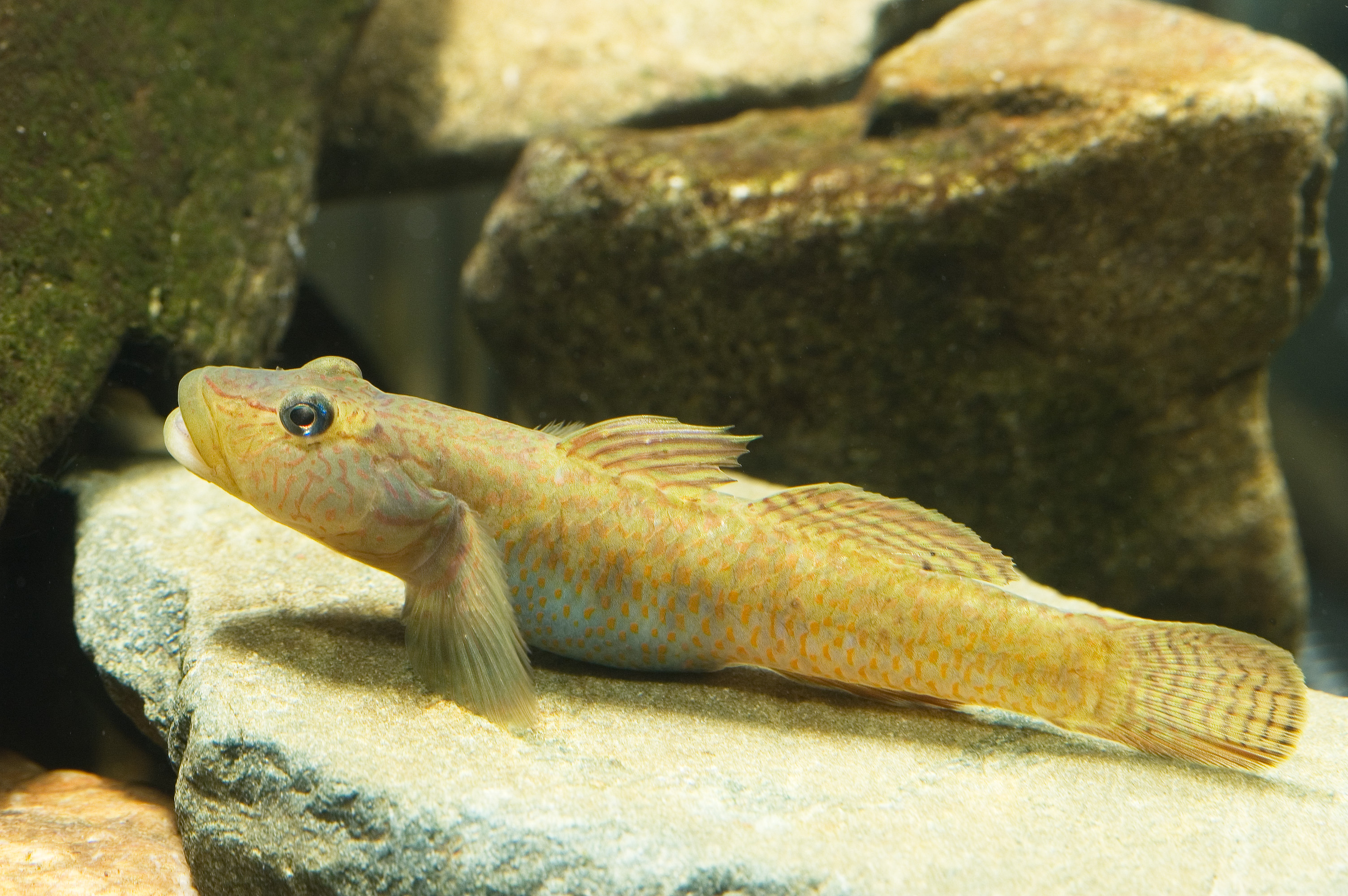
Rhinogobius sp. CB

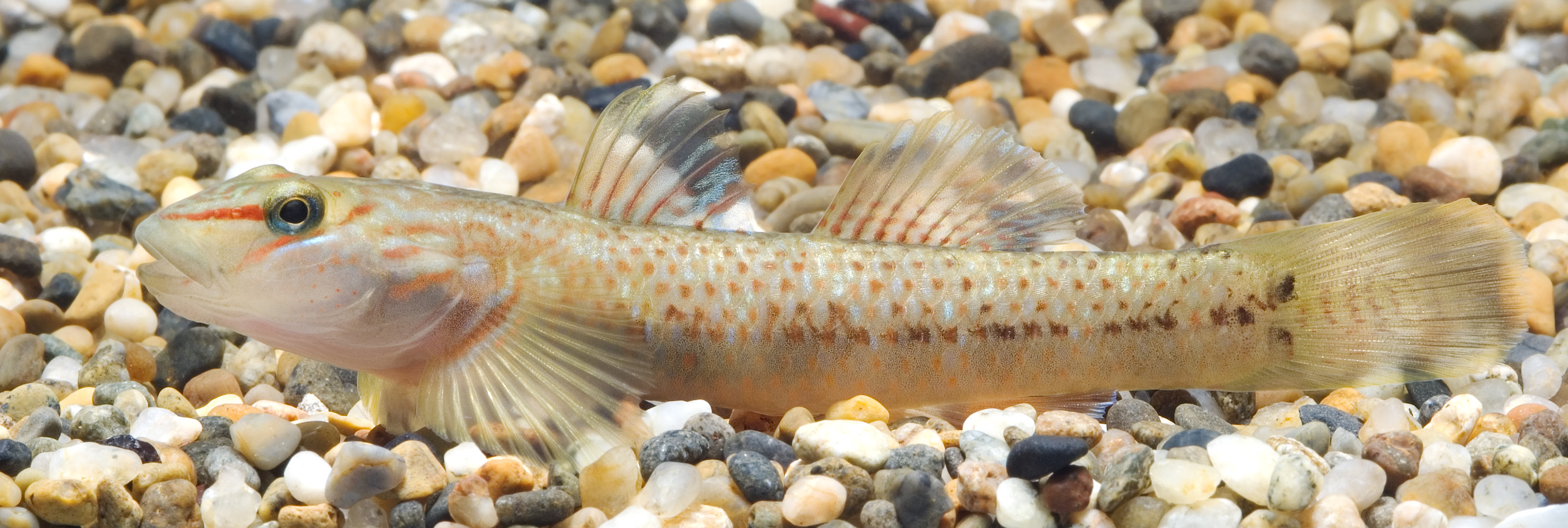
Rhinogobius sp. DA

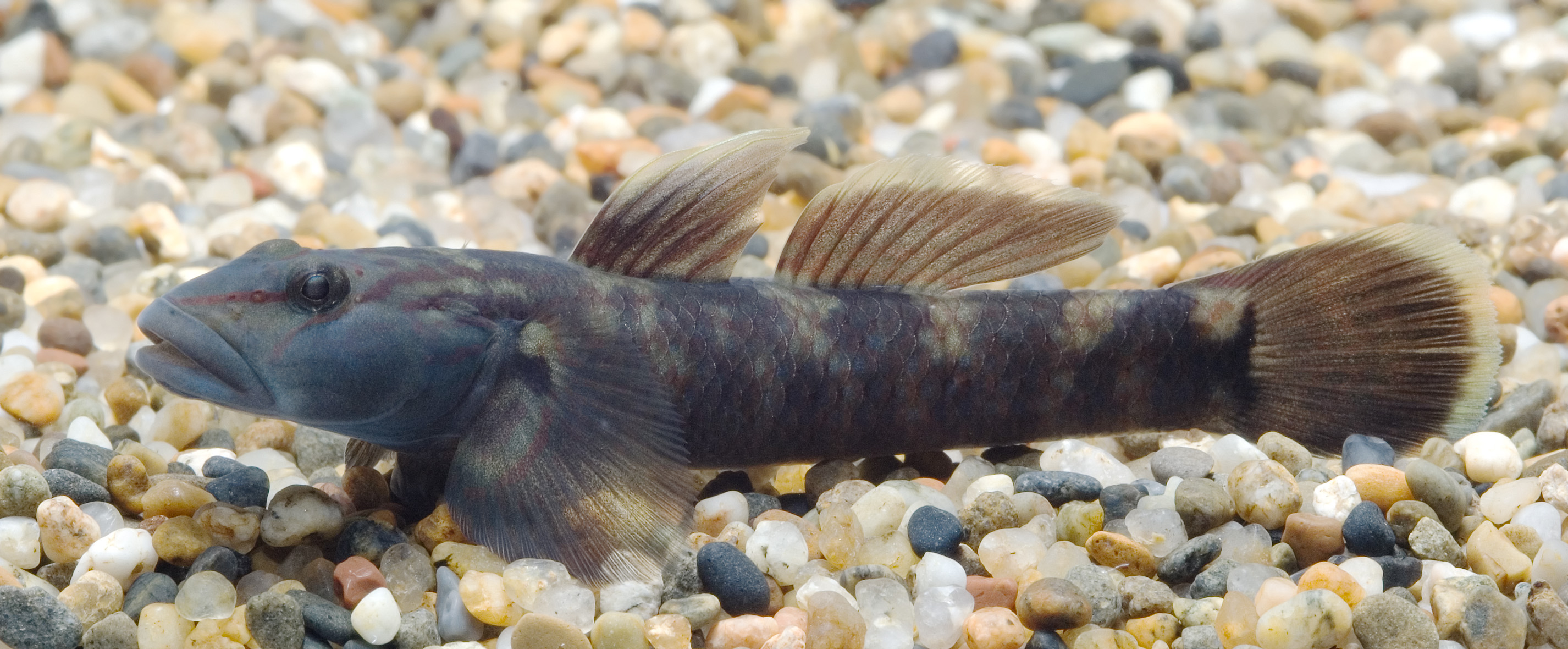
Rhinogobius sp. LD

- Rhinogobius albimaculatus Chen, Kottelat & Miller, 1999
- Rhinogobius biwaensis Takahashi & Okazaki, 2017[2]
- Rhinogobius boa Chen & Kottelat, 2005
- Rhinogobius brunneus (Temminck & Schlegel, 1845)
- Rhinogobius bucculentus (Herre, 1927)
- Rhinogobius candidianus (Regan, 1908)
- Rhinogobius changjiangensis Chen, Miller, Wu & Fang, 2002
- Rhinogobius changtinensis Huang & Chen, 2007
- Rhinogobius chiengmaiensis Fowler, 1934
- Rhinogobius cliffordpopei (Nichols, 1925)
- Rhinogobius coccinella Endruweit, 2018
- Rhinogobius davidi (Sauvage & Dabry de Thiersant, 1874)
- Rhinogobius delicatus Chen & Shao, 1996
- Rhinogobius duospilus (Herre, 1935)
- Rhinogobius filamentosus (Wu, 1939)
- Rhinogobius flavoventris Herre, 1927
- Rhinogobius flumineus (Mizuno, 1960)
- Rhinogobius genanematus Zhong & Tzeng, 1998
- Rhinogobius gigas Aonuma & Chen, 1996
- Rhinogobius giurinus (Rutter, 1897)
- Rhinogobius henchuenensis Chen & Shao, 1996
- Rhinogobius henryi (Herre, 1938)
- Rhinogobius honghensis Chen, Yang & Chen, 1999
- Rhinogobius imfasciocaudatus Nguyen & Vo, 2005
- Rhinogobius immaculatus Li et al., 2018
- Rhinogobius lanyuensis Chen, Miller & Fang, 1998
- Rhinogobius leavelli (Herre, 1935)
- Rhinogobius lentiginis (Wu & Zheng, 1985)
- Rhinogobius lindbergi Berg, 1933
- Rhinogobius lineatus Chen, Kottelat & Miller, 1999
- Rhinogobius linshuiensis Chen, Miller, Wu & Fang, 2002
- Rhinogobius longipinnis Nguyen & Vo, 2005
- Rhinogobius longyanensis Chen, Cheng & Shao, 2008
- Rhinogobius lungwoensis Huang & Chen, 2007
- Rhinogobius maculafasciatus Chen & Shao, 1996
- Rhinogobius maculagenys Wu et al., 2018
- Rhinogobius maculicervix Chen & Kottelat, 2000
- Rhinogobius maxillivirgatus Xia et al., 2018
- Rhinogobius mekongianus (Pellegrin & Fang, 1940)
- Rhinogobius milleri Chen & Kottelat, 2001
- Rhinogobius mizunoi Suzuki, Shibukawa & Aizawa, 2017[1]
- Rhinogobius multimaculatus (Wu & Zheng, 1985)
- Rhinogobius nagoyae Jordan & Seale, 1906
- Rhinogobius nammaensis Chen & Kottelat, 2001
- Rhinogobius nandujiangensis Chen, Miller, Wu & Fang, 2002
- Rhinogobius nanophyllum Endruweit, 2018
- Rhinogobius nantaiensis Aonuma & Chen, 1996
- Rhinogobius niger Huang et al., 2016
- Rhinogobius ngutinhoceps Endruweit, 2018
- Rhinogobius ogasawaraensis Suzuki, Chen & Senou, 2012
- Rhinogobius parvus (Luo, 1989)
- Rhinogobius philippinus (Herre, 1927)
- Rhinogobius ponkouensis Huang & Chen, 2007
- Rhinogobius phuongae Endruweit, 2018
- Rhinogobius reticulatus Li, Zhong & Wu, 2007
- Rhinogobius rubrolineatus Chen & Miller, 2008
- Rhinogobius rubromaculatus Lee & Chang, 1996
- Rhinogobius sagittus Chen & Miller, 2008
- Rhinogobius sangenloensis Chen & Miller, 2014
- Rhinogobius similis Gill, 1859
- Rhinogobius sulcatus Chen & Kottelat, 2005
- Rhinogobius taenigena Chen, Kottelat & Miller, 1999
- Rhinogobius variolatus Chen & Kottelat, 2005
- Rhinogobius vermiculatus Chen & Kottelat, 2001
- Rhinogobius virgigena Chen & Kottelat, 2005
- Rhinogobius wangchuangensis Chen, Miller, Wu & Fang, 2002
- Rhinogobius wangi Chen & Fang, 2006
- Rhinogobius wuyanlingensis Yang, Wu & Chen, 2008
- Rhinogobius wuyiensis Li & Zhong, 2007
- Rhinogobius xianshuiensis Chen, Wu & Shao, 1999
- Rhinogobius yaoshanensis (Luo, 1989)
- Rhinogobius zhoui Li & Zhong, 2009